# Ralf Lyding
Ralf Lyding (Witten, 8 de septiembre de 1964-Wetter, 26 de febrero de 2019) fue un deportista alemán que compitió en lucha libre. Ganó dos medallas en el Campeonato Europeo de Lucha, oro en 1990 y bronce en 1991.

## Palmarés internacional
| Representando a la RFA   |                      |                   |           |
| Campeonato Europeo       |                      |                   |           |
| Año                      | Lugar                | Medalla           | Categoría |
| 1990                     | Poznań (Polonia)     | Medalla de oro    | 62 kg     |
| Representando a Alemania |                      |                   |           |
| Campeonato Europeo       |                      |                   |           |
| Año                      | Lugar                | Medalla           | Categoría |
| 1991                     | Stuttgart (Alemania) | Medalla de bronce | 62 kg     |